# DRYOS
DRYOS oder DryOS ist ein Echtzeitbetriebssystem von Canon. Es wird seit 2007 in Digitalkameras und Camcordern verwendet, die einen Chip der DIGIC-Serie ab der Version 4 verwenden.
DRYOS ersetzt VxWorks von Wind River Systems, das in allen Kameras mit Digic2 (DIGIC II) und einigen Kameras mit Digic3 (DIGIC III) verwendet wurde. DryOS wurde bereits zuvor in anderen Canon-Geräten eingesetzt, wie digitalen Camcordern und High End-Webcams.
DRYOS verfügt über einen 16 Kilobyte großen Kernel und läuft derzeit auf mehr als zehn unterschiedlichen CPUs. Das Betriebssystem stellt eine simulationsbasierte Umgebung für die Fehlersuche bereit. Canon hat USB- und middleware-kompatible Gerätetreiber für Dateisysteme und Netzwerkgeräte entwickelt.
DRYOS zielt darauf ab, mit μITRON 4.0 und mit POSIX kompatibel zu sein.

## Kameras mit DRYOS
Von den folgenden Kameras ist bekannt, dass sie mit DRYOS betrieben werden:
- Canon PowerShot SX1 IS
- Canon PowerShot SX10 IS
- Canon PowerShot S5 IS
- Canon PowerShot S90
- Canon PowerShot G9
- Canon PowerShot G10
- Canon PowerShot G11
- Canon PowerShot G12
- Canon PowerShot A470
- Canon PowerShot A580
- Canon PowerShot A590 IS
- Canon PowerShot A650 IS
- Canon PowerShot A720 IS
- Canon PowerShot A810 IS
- Canon PowerShot A800(+) IS
- Canon PowerShot SD1100 IS
- Canon PowerShot SX100 IS
- Canon PowerShot SX110 IS
- Canon PowerShot SX120 IS
- Canon PowerShot SX200 IS
- Canon Powershot SX210 IS
- Canon PowerShot SD780 IS
- Canon PowerShot SD880 IS
- Canon Ixus 980 IS (PowerShot SD990 IS)
- Canon EOS 5D Mark II
- Canon EOS 5D Mark III
- Canon EOS 50D
- Canon EOS 6D
- Canon EOS 60D
- Canon EOS 500D
- Canon EOS 550D
- Canon EOS 600D
- Canon EOS 650D
- Canon EOS 7D
- Canon EOS 1100D